# Трюфель їстівний
Зем'яне серце, трюфель їстівний (лат. Tuber aestivum) — гриб роду трюфель. Рідкісний вид, для якого характерне підземне утворення плодових тіл.

## Загальна характеристика
Плодове тіло (діаметр 2,5-8 см) зі слабким ароматичним запахом, бульбовидне, оливково-чорне, з великими пірамідальними виступами (діаметр 2-10 мм). Всередині біле, пізніше жовто-буре з білими жилками. Аски 60-70Х 50-65 мкм, 1-6-спорові, еліпсоїдні. Спори еліпсоїдні, у 6-спорових асках — 24Х17 мкм, в одно-спорових — до 45 мкм, з сітчастою оболонкою, коричневі. Плодові тіла гриба утворюються протягом червня — серпня. Мікоризоутворювач з дубом, грабом, буком, ліщиною. Міцелій розвивається у гумусному шарі.

## Поширення
В Україні — Лісостеп (околиці м. Умані Черкаської обл.), Закарпаття. Вид поширений також у Західній Європі.

## Місця зростання
Дубові, дубово-грабові ліси, розріджені лісові насадження на вапнякових ґрунтах.

## Чисельність
Трапляється дуже рідко, поодинці або групами з 2-7 плодових тіл.

## Причини зміни чисельності
Ущільнення ґрунтів внаслідок дії антропогенного фактора.

## Використання
Високоякісний їстівний гриб. Подібних ознак з отруйними грибами немає.

## Заходи охорони
Занесений до Червоної книги України (2009). Потрібно створити мікологічні заказники в місцях поширення виду.